# 丁芳洲
丁芳洲，江苏无锡人，清朝政治人物。举人出身。
嘉庆九年，署任廣東廣州府永安縣知縣（現紫金縣知縣）。后由黃鳳詔接任。